# Krater (landschapsvorm)

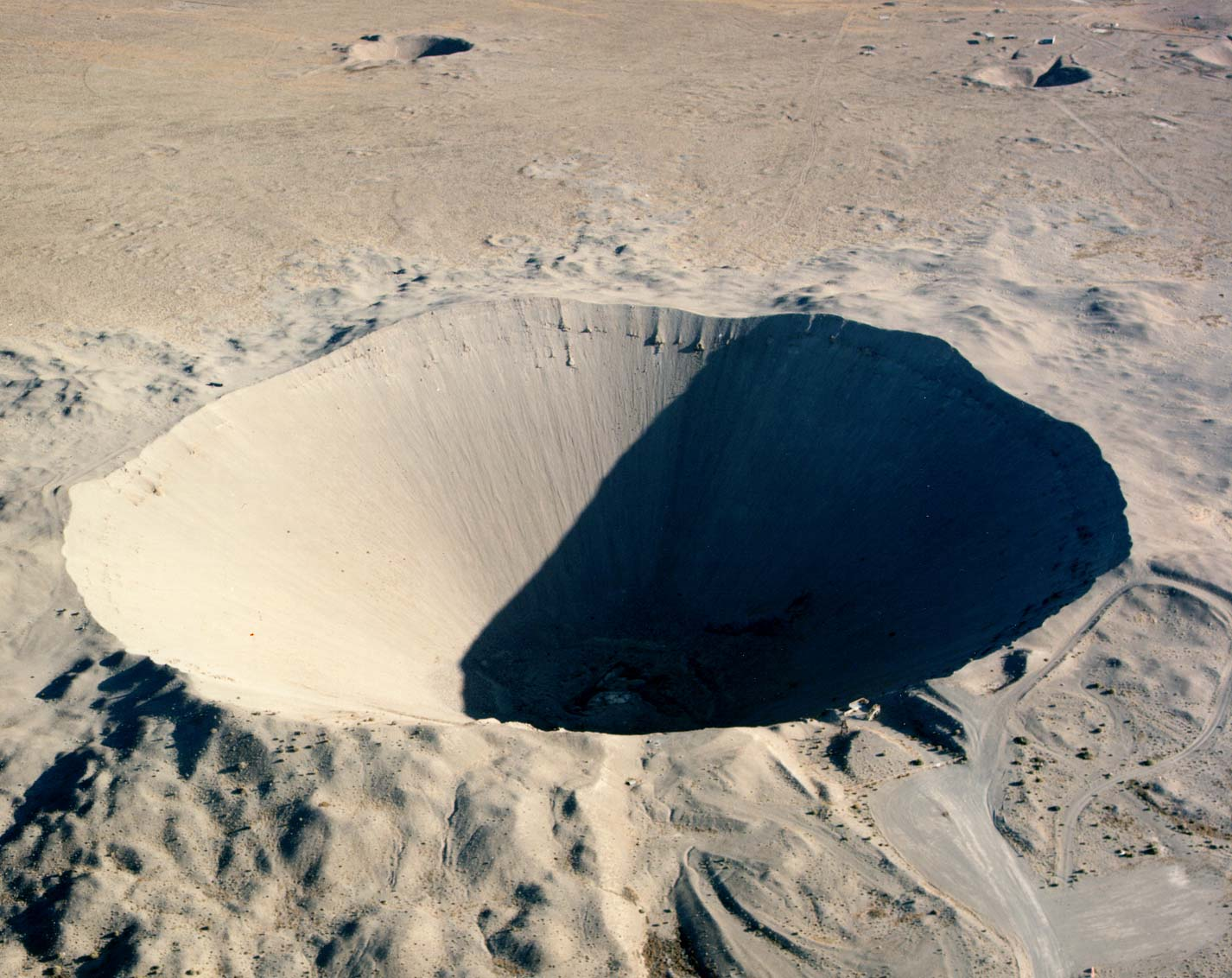
Krater na atoomproef

Een krater is een komvormige, ringvormige of cirkelvormige landschapsvorm. Het woord komt uit het Grieks en betekent: mengkom, zie krater (mengvat). Zie ook het sterrenbeeld Beker (Crater)). 
Kraters kunnen verschillende oorzaken hebben;
- vulkaanuitbarsting (vulkaankrater),
- inslag van een hemellichaam (inslagkrater),
- menselijke invloed (bijvoorbeeld bomkraters),
- thermokarst, een proces van landschapsvorming dat ontstaat wanneer permafrost ontdooit.

Tot in het midden van de 20e eeuw dacht men dat de vulkaankrater de meest voorkomende (natuurlijke) kratervorm was. Pas met de maanlandingen is men gaan inzien dat de kraters op de Maan hoofdzakelijk van inslagorigine waren. Sindsdien hebben ruimtesondes diverse planeten en hun manen bezocht en weet men dat vulkanisme enkel op geologisch actieve werelden voorkomt. Inslagkraters zijn in het zonnestelsel veel algemener verspreid.